# Anything Else
Anything Else (Todo lo demás en España y Muero por ti en Hispanoamérica) es una película estadounidense cómica de 2003 escrita y dirigida por Woody Allen. Es protagonizada por Jason Biggs, Christina Ricci, Allen y Danny DeVito.
En el mismo año de su estreno el guion de la película fue traducido al español y publicado en versión bilingüe por la editorial Ocho y medio.

## Sinopsis
Falk (Jason Biggs) es un joven escritor de comedia que está perdidamente enamorado de Amanda (Christina Ricci), una chica problemática y neurótica. En sus cotidianos paseos por Central Park, Falk conversa con su mentor, un viejo escritor de comedia llamado Dobel (Woody Allen). Éste lo aconseja siempre acerca de la comedia y el sexo, además de incitarlo a tener armas en la casa, por si pasara alguna cosa y tuviese que defender su integridad. Sin embargo, cuando la madre de Amanda, la Sra. Paula (Stockard Channing) decide mudarse al piso que Falk comparte con su amada, los problemas comienzan, pues no sólo debe enfrentarse a ella, sino a su propia incapacidad de escribir, las paranoias de Dobel, a su pelmazo y torpe agente (Danny DeVito) y, por supuesto, a Amanda y sus cada vez más intensas locuras.

## Reparto
- Jason Biggs como Jerry Falk, un neurótico aspirante a escritor que lucha para mantener una relación con su novia, Amanda.
- Christina Ricci como Amanda Chase, la intransigente, difícil e insegura novia de Jerry.
- Woody Allen como David Dobel, el mentor de Jerry después de la relación de Jerry queda estancada.
- Stockard Channing como Paula Chase, la quijotesca madre de Amanda.
- Danny DeVito como Harvey Wexler, quien trabaja con Jerry, está constantemente de mal humor y no parece ser muy bueno en su trabajo.
- Jimmy Fallon como Bob.
- Erica Leerhsen como Connie.
- KaDee Strickland como Brooke.
- Adrian Grenier como Ray Polito.
- David Conrad como Dr. Phil Reed.

## Recepción
La película recibió críticas mixtas de los críticos. El sitio web de agregación de críticas Rotten Tomatoes le dio a la película una puntuación del 40%, basada en las críticas de 129 críticos. Metacritic dio a la película una puntuación media de 43 de cada 100, basada en las críticas de 37 críticos.
Leonard Maltin, en su guía de cine y video, le dio a la película una calificación de «BOMB» (que otorga a malas películas; la única película dirigida por Allen que ha calificado «BOMB»), y la llamó «la peor de Allen de todos los tiempos».
En agosto de 2009, fue citada por Quentin Tarantino como uno de sus 20 películas favoritas desde 1992, cuando comenzó su carrera como cineasta.
En 2016, los críticos de cine Robbie Collin y Tim Robey de The Daily Telegraph calificaron a Anything Else como una de las peores películas de Woody Allen.